# ヴァンビューレン郡 (ミシガン州)
ヴァンビューレン郡（英: Van Buren County）は、アメリカ合衆国ミシガン州ロウアー半島の南西部に位置する郡である。2010年国勢調査での人口は76,258人であり、2000年の76,263人からほとんど変化しなかった。郡庁所在地はポーポー村（人口3,534人）であり、同郡で人口最大の都市はサウスヘイブン市（人口4,403人）である。
ヴァンビューレン郡はカラマズー・ポーテージ大都市圏に属している。

## 歴史
ヴァンビューレン郡の郡名は大統領になる前のマーティン・ヴァン・ビューレンに因んで名付けられた。郡創設当時はアメリカ合衆国国務長官であり、後にアンドリュー・ジャクソン大統領の下で副大統領を務めた。ミシガン州にはジャクソン内閣の閣僚の名をつけた郡が多く、ヴァンビューレン郡もその「内閣郡」の1つである。
ヴァンビューレン郡庁舎は、南ミシガンの著名建築家クレア・アレンが設計した。

## 地理
アメリカ合衆国国勢調査局に拠れば、郡域全面積は1,090.19平方マイル (2,823.6 km2)であり、このうち陸地610.86平方マイル (1,582.1 km2)、水域は479.33平方マイル (1,241.5 km2)で水域率は43.97%である。
郡領域の大半は農地であり、その間に小さな町が点在している。隣のカラマズー郡に近い地域は準郊外地化している。内陸の多くの湖の周りには家屋が建てられ、年間を通じた居住者あるいは通常はシカゴに住んでいる人のコテージになっている。ミシガン湖に近い地域は観光が主要産業になっている。

### 特徴的な地形
- ポーポー川
- ブラック川

### 主要高規格道路
- 州間高速道路94号線
- 州間高速道路196号線
- 州間高速道路196号線産業道路
- アメリカ国道31号線
- ミシガン州道40号線
- ミシガン州道51号線
- ミシガン州道140号線
- ミシガン州道152号線
- 郡道2号線

### 隣接する郡
- アレガン郡 - 北
- カラマズー郡 - 東
- セントジョセフ郡 - 南東
- カス郡 - 南
- バーリン郡 - 南西
- レイク郡 (イリノイ州) - 西、ミシガン湖の対岸
- ケノーシャ郡 (ウィスコンシン州) - 北西、ミシガン湖の対岸

### 公園、保護地域

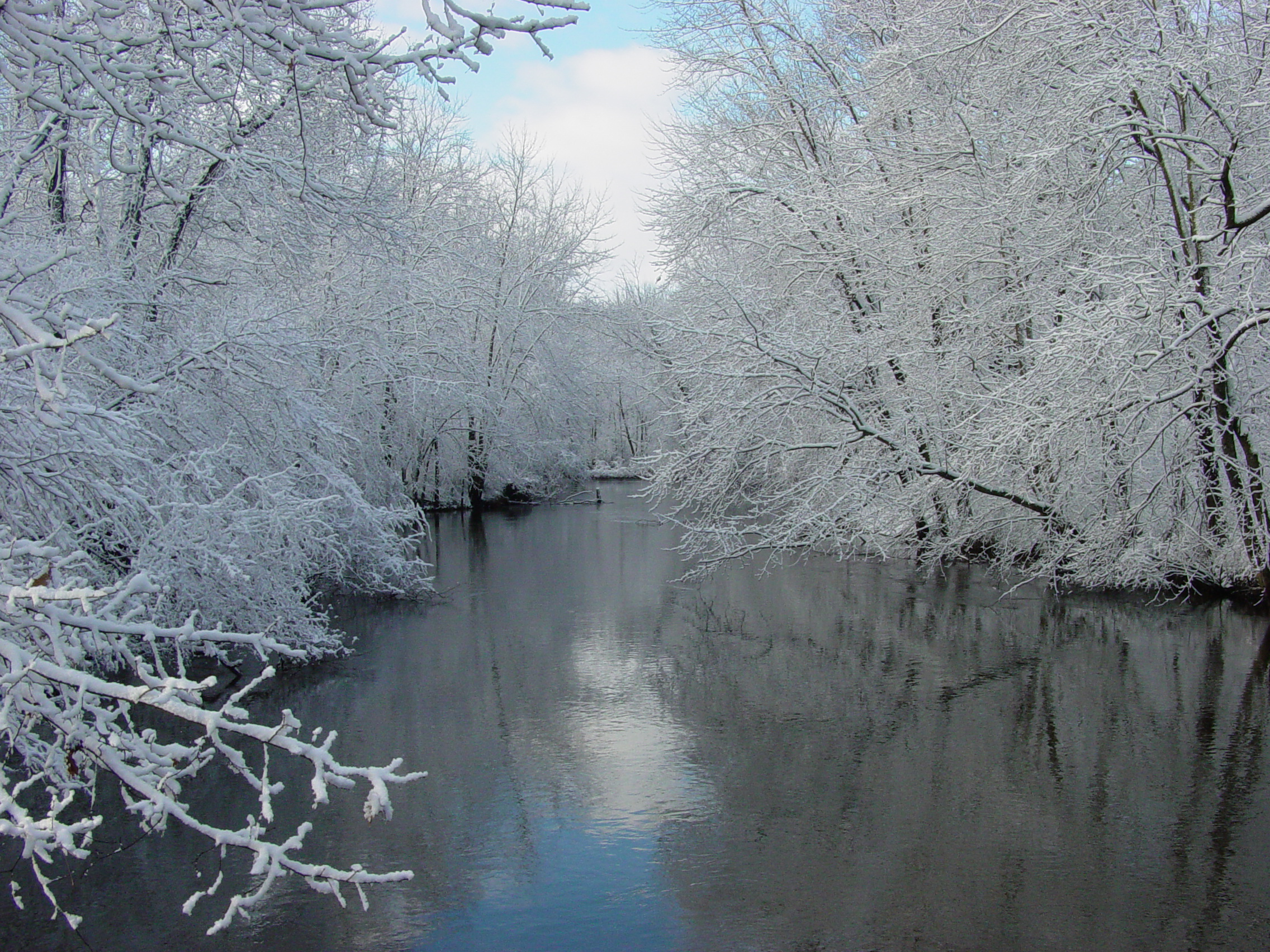
ポーポー川

- 砂丘パークウェイ、84エーカー (340,000 m2) の砂丘保護地、コバート郡区
- ジェプサ湖フェん保護地、49 エーカー (200,000 m2) の保護地、コロンビア郡区
- カル・ヘイブン・トレイル、昔の鉄道跡地を転換した多目的トレイル、カラマズーからサウスヘイブンまで
- キーラー州立野生動物地域、400 エーカー (1.6 km2)、キーラー郡区
- ノースポイントランド - ミシガン湖岸 17エーカー  (69,000 m2) の高い砂丘、ヴァンビューレン州立公園の北
- ロス保護地、1,449 エーカー (5.9 km2) の海岸平原沼沢保護地、コバート郡区、自然保存局が所有
- ヴァンビューレン州立公園
- ヴァンビューレン・トレイル州立公園、カル・ヘイブン・トレイルに隣接

## 人口動態
以下は2010年国勢調査による人口統計データである。
| 基礎データ - 人口: 76,258人 - 世帯数: 28,928 世帯 - 家族数: 20,434 家族 - 人口密度: 49人/km2（126人/mi2） - 住居数: 36,785軒 - 住居密度: 23軒/km2（61軒/mi2） 人種別人口構成 - 白人: 82.7% - アフリカン・アメリカン: 3.9% - ネイティブ・アメリカン: 0.7% - アジア人: 0.4% - その他の人種: 0.1% - 混血: 2.0% - ヒスパニック・ラテン系: 10.2% 年齢別人口構成 - 18歳未満: 25.5% - 18-24歳: 7.8% - 25-44歳: 23.7% - 45-64歳: 29.3% - 65歳以上: 13.8% - 年齢の中央値: 40歳 - 性比（女性100人あたり男性の人口） - 総人口: 98.3 - 18歳以上: 96.0 | 世帯と家族（対世帯数） - 18歳未満の子供がいる: 33.4% - 結婚・同居している夫婦: 53.0% - 未婚・離婚・死別女性が世帯主: 12.1% - 非家族世帯: 29.4% - 単身世帯: 24.0% - 65歳以上の老人1人暮らし: 17.4% - 平均構成人数 - 世帯: 2.61人 - 家族: 3.07人 収入と家計 - 収入の中央値 - 世帯: 44,242米ドル - 家族: 53,642米ドル - 性別 - 男性: 28,079米ドル - 女性: 18,124米ドル - 人口1人あたり収入: 21,495米ドル - 貧困線以下 - 対人口: 14.8% - 対家族数: 10.0% - 18歳未満: 21.1% - 65歳以上: 11.8% |

## 郡政府
郡政府は郡監獄の運営、地方道の維持、地方裁判所の運営、権利譲渡と抵当権設定記録など重要記録の維持、公衆衛生規制の管理、福祉など社会サービスの項目で州の施策への参加を行う。郡政委員会は予算を管理するが、法や条例を作るのは限定付き権限である。ミシガン州では、警察と消防、建設と区画割、税評価、街路維持など地方政府の大半機能は個々の都市と郡区の責任である。

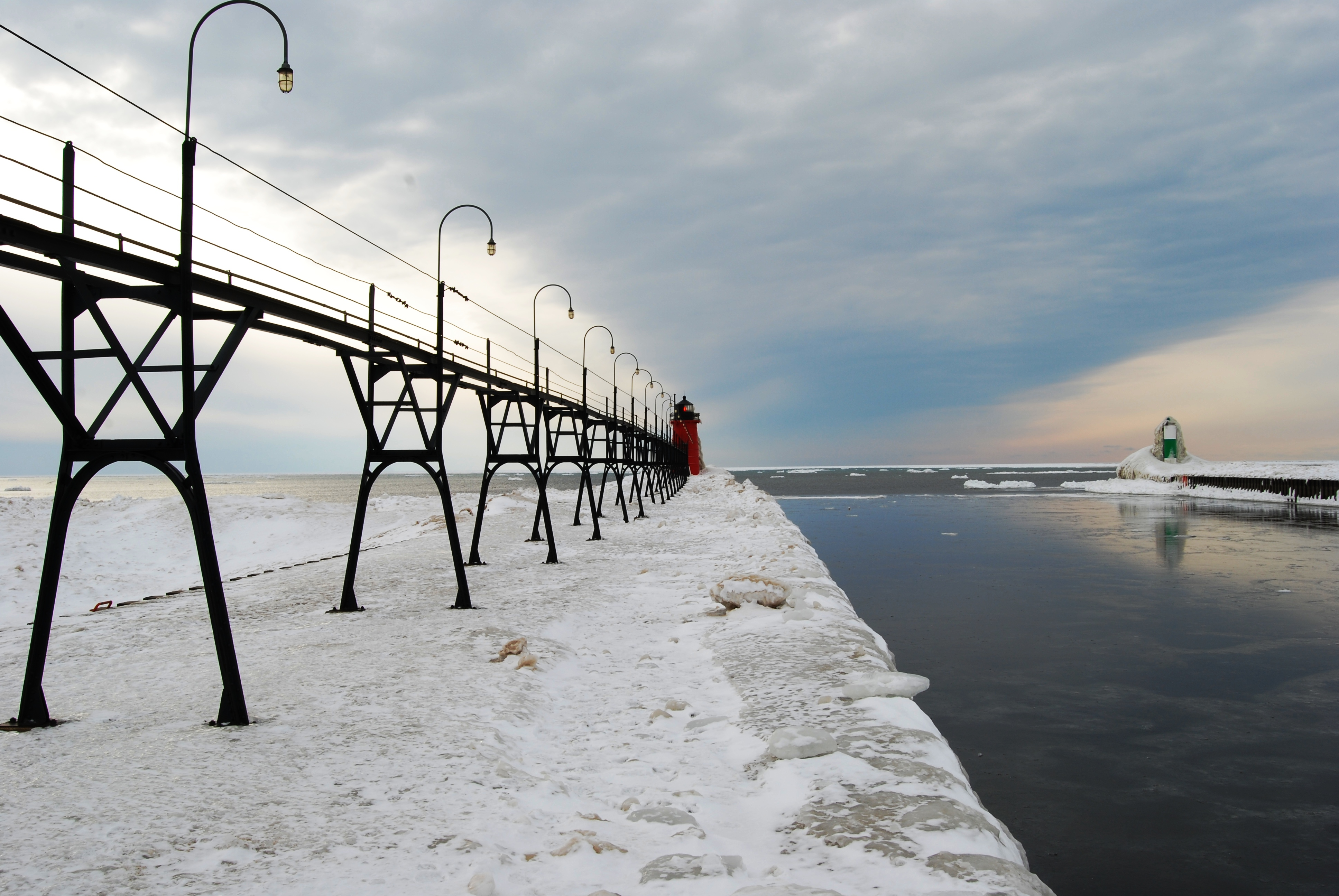
サウスヘイブン灯台と南桟橋

## 郡区
ヴァンビューレン郡は下記18の郡区に分割されている。

| - アルミナ - アントワープ - アーリントン - バンゴー - ブルーミンデール - コロンビア | - コバート - ディケーター - ジェネバ - ハミルトン - ハートフォード - キーラー | - ローレンス - ポーポー - パイングローブ - ポーター - サウスヘイブン・チャーター - ウェイバリー |

## 都市と町
| 都市 - バンゴー - ゴーブルズ - ハートフォード - サウスヘイブン | 村 - ブルーミンデール - ブリーズビル - ディケーター - ローレンス - ロートン - マッタワン - ポーポー - 郡庁所在地 |